# Ganda (Angola)
Ganda ist eine Stadt in Angola. Bis zur Unabhängigkeit Angolas 1975 trug die Stadt die portugiesische Ortsbezeichnung Mariano Machado.

## Geschichte
Der Ortsname geht auf die Umbundu-Bezeichnung Nganda Lakawe zurück, mit dem Siedler aus Ngola-Luanda zwei Felsen hier bezeichneten während ihrer vorübergehenden Ansiedlung bevor sich die Bailondo hier niederließen. Zwischen 1906 und 1908 übernahmen die hier angekommenen Portugiesen die Ortsbezeichnung Nganda, die sie als Ganda aufzeichneten.
Das Gebiet war von Viehhirten besiedelt und das heutige Ganda war ein Knotenpunkt der Handelsrouten vor allem zwischen Caconda und Catumbela, als hier im Zuge des Baus der Benguelabahn hier eine kleine Siedlung vor allem für die Bauarbeiten entstand und sich dann auch erste Händler niederließen.
Einige lokale Sobas lehnten die Ansiedlung von Portugiesen hier ab und legten Widerspruch beim portugiesischen Gouverneur Angolas ein, der den Verwalter des Distriktes von Benguela (später Provinz Benguela) informierte, der dann den schriftführenden Soba Tchilandala 1920 festnehmen ließ und in wegen Widerstands zwei Jahre inhaftierte.
Ganda wurde 1913 Sitz eines Verwaltungsbezirks und wurde ab 1922 zu einer Verwaltungsortschaft ausgebaut. In den 1930er Jahren wies es ein Viertel mit Verwaltungsgebäuden, einem Wohnviertel für die Bediensteten, von Bäumen gesäumte Straßen und eine erste Pflegestation auf. Wasser- und Elektrizitätsversorgung erreichten den Ort erst sehr viel später. Kaffee, Sisal und Viehzucht waren die wesentlichen wirtschaftlichen Grundlagen der Umgebung Gandas, das als Verwaltung- und Handelsortschaft der Region damit wuchs. Am 24. Juni 1969 wurde Ganda zur Vila (Kleinstadt) erhoben.
Cubal entwickelte sich parallel jedoch stärker, wurde 1968 durch Ausgliederung aus dem Verwaltungskreis Ganda ein eigener Kreis und lief Ganda zunehmend den Rang als bedeutendem Verwaltungs- und Handelsort der Region ab. Der Zensus von 1970 registrierte für Ganda nur 2.500 Einwohner, deutlich weniger als Cubal.

## Verwaltung
Ganda ist Sitz des gleichnamigen Landkreises (Município) in der angolanischen Provinz Benguela. Bis zur Gebietsreform 2024 hatte der Kreis eine Fläche von 4817 km² und etwa 208.000 Einwohner (Schätzung 2011).
Im Norden grenzt der Kreis Ganda an die Kreise Bocoio und Balombo, im Osten an die in der Provinz Huambo gelegenen Kreise Tchinjenje, Ukuma und Longonjo, im Süden an die Kreise Caconda und Caluquembe, und im Westen an den Kreis Cubal.
Bis zur Gebietsreform 2024 gehörten fünf Gemeinden (Comunas) zum Kreis Ganda:
- Babaera
- Casseque
- Chikuma
- Ebanga
- Ganda

Seither besteht der Kreis nur aus der namensgebenden Gemeinde Ganda.

## Verkehr
Ganda liegt an der historischen Benguelabahn, die die Stadt mit der Provinzhauptstadt Benguela und der Hafenstadt Lobito, sowie mit Huambo, der zweitgrößten Stadt Angolas, und mit Luau verbindet, wo die Strecke auf das Gebiet der Demokratischen Republik Kongo führt und in die Verbindung der Société Nationale des Chemins de fer du Congo übergeht.